# Четрики
Че́трики (рос. Четрики, чув. Четрик) — присілок у складі Красноармійського району Чувашії, Росія. Входить до складу Великошатьминського сільського поселення.
Населення — 88 осіб (2010; 100 у 2002).
Національний склад:
- чуваші — 100 %